# Aleksandr Kárpov
Aleksandr Teréntievich Kárpov (en ruso: Алекса́ндр Тере́нтьевич Ка́рпов; Filenevo, Imperio ruso, 17 de octubre de 1917 – 20 de octubre de 1944) fue un aviador militar soviético, comandante de escuadrón y as de la aviación que combatió en las filas del 27.º Regimiento de Aviación de Cazas de la Guardia de la Fuerza Aérea Soviética durante la Segunda Guerra Mundial. Durante dicho conflicto obtuvo veintisiete victorias aéreas individuales y nueve compartidas, la mayor cantidad de derribos obtenido por cualquier piloto de la Fuerza de Defensa Aérea soviética.

## Biografía

### Infancia y juventud
Aleksandr Kárpov nació el 17 de octubre de 1917, en el seno de una familia rusa, en Filenevo, una pequeña localidad rural situada en la gobernación de Kaluga (actualmente situada en el óblast de Kaluga en Rusia) en el Imperio ruso. En 1933 después de completar su séptimo grado en la escuela local, asistió a la escuela de oficios durante dos años y luego trabajó como fabricante de herramientas en la Planta de Construcción de Maquinaria de Kaluga del Comisariado del Pueblo de Ferrocarriles, desde 1935 hasta que ingresó en el Ejército Rojo en 1939; el año anterior, en 1938, se había graduado en el club de vuelo local. En mayo de 1940, se graduó en la Escuela de Pilotos de Aviación Militar de Kachin y después fue asignado al 161.° Regimiento de Aviación de Reserva, puesto en el que permaneció hasta enero de 1941 cuando fue asignado al 20.° Regimiento de Aviación de Caza.

### Segunda Guerra Mundial
En julio de 1941, poco después del inicio de la invasión alemana de la Unión Soviética, Kárpov fue asignado como comandante de vuelo al 121.º Regimiento de Aviación de Cazas, una unidad de defensa aérea con sede en Moscú, donde realizó sus primeras incursiones de combate a finales de julio. Sin embargo, permaneció en este puesto muy poco tiempo, ya que en octubre fue reasignado al 123.° Regimiento de Aviación de Cazas; un poco más de un año después, el regimiento recibió la designación honorífica de guardias y pasó a llamarse 27.º Regimiento de Aviación de Cazas de la Guardia. Anteriormente, había resultado herido durante una misión de combate el 15 de agosto de 1941, pero se recuperó rápidamente y el regimiento se trasladó a Leningrado ese mismo mes. A pesar de tener la tarea de misiones defensivas, no ofensivas, Kárpov se convirtió en un as de la aviación en agosto de 1942, después de conseguir cinco derribos en solitario y varios compartidos. Durante este periodo inicial de la guerra combatió como parte de la Zona Aérea de Defensa de Moscú (julio-agosto de 1941), luego en el Frente de Leningrado (agosto de 1941-abril de 1942) y, finalmente como parte del Ejército de Defensa Aérea de Leningrado (abril de 1942-octubre de 1944), participó en la defensa de Moscú y Leningrado y en las operaciones Chispa, Leningrado-Nóvgorod y en la ofensiva de Víborg-Petrozavodsk.
Después de derribar un Bf-109 el 30 de junio de 1943, varios altos funcionarios soviéticos, incluido Aleksandr Yákovlev, lo felicitaron, ya que el derribo fue acreditado como el milésimo avión nazi derribado sobre Leningrado. Con frecuencia volaba como compañero de vuelo de Iriney Belyaev, otro as de la aviación, hasta que ambos fueron derribados el 8 de julio de 1943. Mientras que Kárpov sobrevivió gracias a que se lanzó en paracaídas, Belyaev murió en acción.
El 7 de agosto de 1943, fue nominado para recibir el título de Héroe de la Unión Soviética por volar 370 misiones de combate, en el transcurso de las cuales participó en 83 combates aéreos y consiguió dieciséis derribos en solitario más siete compartidos. La condecoración se le otorgó el 28 de septiembre de 1943. Fue nominado para una segunda Estrella de Oro el 25 de junio de 1944 después de aumentar su cuenta a veintiséis victorias en solitario, en el transcurso de 421 salidas de combate, que incluyeron 94 combates aéreos (dogfight). Sin embargo, no vivió para recibir el premio; Mientras escoltaba a un grupo de aviones de trasporte Li-2 a una base aérea en Tallin por la noche y con mal tiempo, su Yak-9 se estrelló en el Golfo de Finlandia. A pesar de los esfuerzos de las autoridades soviéticas que organizaron una extensa operación de búsqueda y rescate, Kárpov y su avión nunca fueron recuperados.
En total, en el trascurso de la guerra, realizó 456 salidas de combate, participó en 97 combates aéreos y consiguió veintisiete victorias en solitario y nueve compartidas, pilotando los cazas Yak-1, Yak-7B y Yak-9.

## Condecoraciones

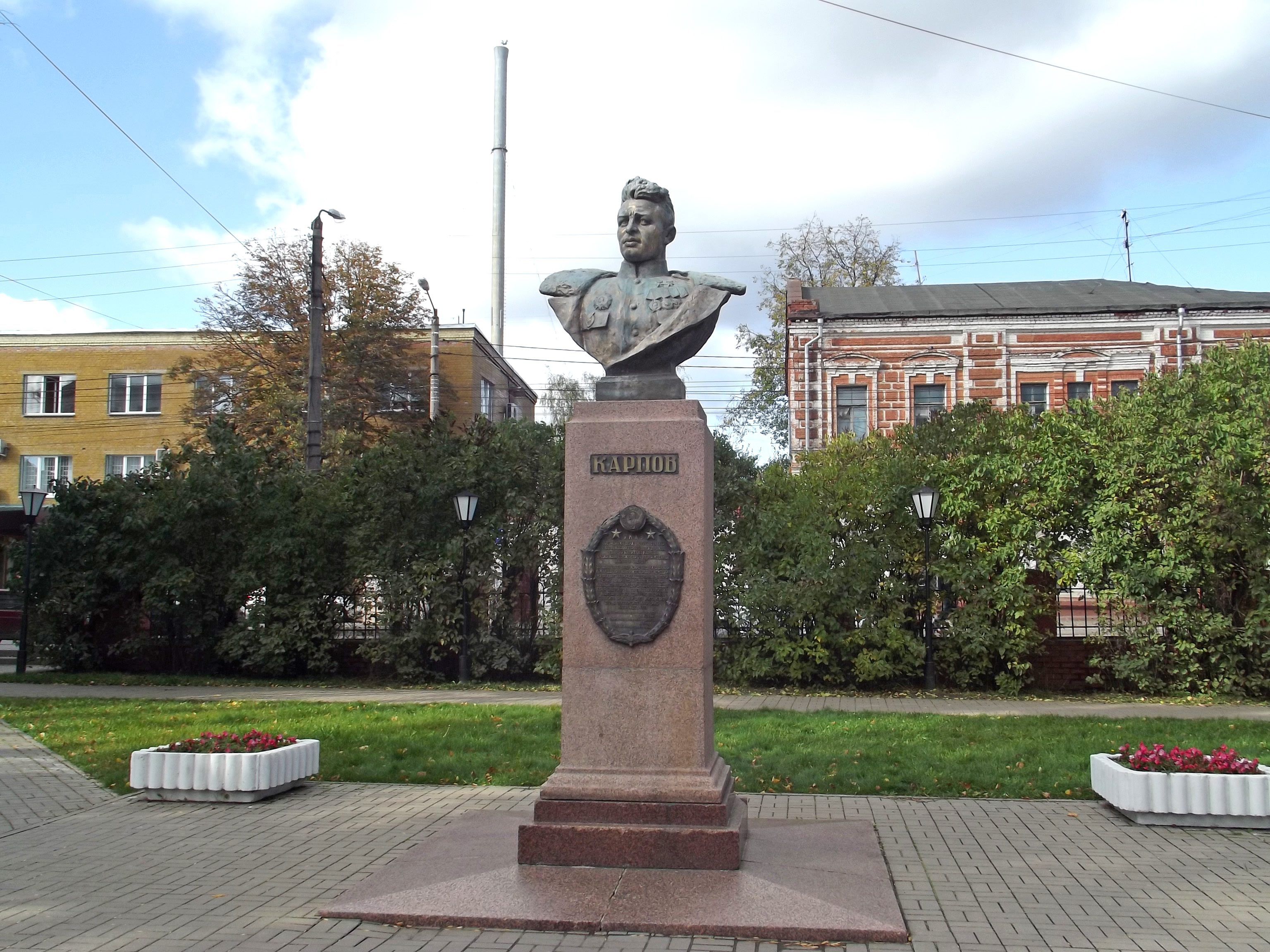
Busto de bronce de Aleksandr Kárpov en Kaluga en el óblast de Kaluga (Rusia)

A lo largo de su carrera militar Aleksandr Kárpov fue galardonado con las siguientes condecoraciones
|  | Héroe de la Unión Soviética, dos veces (28 de septiembre de 1943 y 22 de agosto de 1944)                |
|  | Orden de Lenin (28 de septiembre de 1943)                                                               |
|  | Orden de la Bandera Roja, tres veces (19 de agosto de 1942, 13 de febrero de 1943 y 7 de abril de 1944) |
|  | Orden de Alejandro Nevski (13 de abril de 1943)                                                         |
|  | Medalla por la Defensa de Leningrado                                                                    |